# Voo Caspian Airlines 7908
O voo 7908, da empresa aérea iraniana Caspian Airlines, foi um voo comercial, de Teerã a Erevã, cujo avião caiu no povoado de Janatabade, na periferia da cidade de Gasvim no noroeste do Irã, em 15 de julho de 2009. Todos os 153 passageiros e 15 tripulantes a bordo foram declarados mortos. A queda abriu uma cratera de 10 metros de profundidade e os destroços ficaram espalhados por uma área de 200 km². Este acidente é o 57.° do Tupolev Tu-154 e o 5.° desse tipo no Irã.

## Aeronave
O avião era um Tupolev Tu-154M fabricado em 1987 e operado pela Caspian Airlines, de acordo com o porta-voz da agência de aviação do Irã. Depois de algumas horas após o acidente, dois de três registradores de dados de voo foram recuperados. Apesar deles estarem danificados, espera-se que eles forneçam informação suficiente para determinar a causa do acidente.
Embora não foi oficialmente confirmado, é dito que o EP-CPG, um avião que entrou em operação em 20 de abril de 1987 pela YA-TAR e foi vendido para a Ariana Afghan Airlines em 1988. O avião EP-CPG operou por esta companhia até ser vendido para a Caspian Airlines em 15 de março de 1998, 11 anos após a sua construção.
A maior parte da frota aérea iraniana proveniente da Rússia está ficando velha e carece de informações sobre o seu histórico. Mecânicos qualificados e peças sobresalientes são difíceis de encontrar. Depois da Revolução Iraniana de 1979, o embargo comercial das nações ocidentais forçou o Irã a comprar aviões de fabricação russa na sua maioria para completar a já exitente frota composta de Boeings ou outros modelos americanos ou europeus.

## Acidente
O avião caiu as 11:33 hora local (07:03 UTC), 16 minutos após a decolagem do Aeroporto Internacional de Tehran Imam Khomeini . De acordo com as autoridades a cauda do avião pegou subitamente fogo. O piloto voou em círculos na tentiva de achar um lugar seguro para pouso, porém sem sucesso. O avião foi completamente destruído após colidir-se com uma plantação, resultando em buracos com até 10m de profundidade. Uma testemunha ocular que afirma ter estado numa área de 300 m de distância do local do acidente descreveu o acontecimento como "o avião caiu de repente do céu". Três horas após a colisão, o fogo persistia numa área superior a 200 m².
Ambas as caixas-pretas foram encontradas no dia 16 de julho com os dados de voz e os parâmetros de voo. Contudo, uma das caixas foi achada com muito dano segundo o investigador chefe Ahmad Majidi. Este foi o pior acidente na história da aviação iraniana desde do acidente de 2003 como um Ilyushin Il-76, quando 302 pessoas morreram, sendo o pior acidente aéreo da história do Irã.

## Nacionalidade
168 passageiros estavam a bordo do avião de três nacionalidades diferentes 
| Nacionalidade | Passageiros |
| ------------- | ----------- |
| Irão          | 160         |
| Armênia       | 6           |
| Geórgia       | 2           |

## Investigação
O presidente da Armênia, Serzh Sargsyan, anunciou em 15 de julho que uma comissão governamental foi criada para investigar o acidente. Seria chefiado pelo vice-primeiro-ministro Armen Gevorgyan . 
Autoridades iranianas culparam o acidente por razões técnicas. Foi alegado que o principal motivo do acidente foi uma falha do motor e destruição devido a uma colisão de pássaros, que resultou em um incêndio que levou à perda de controle e queda do avião. 
Em 23 de dezembro de 2014, uma cronologia dos eventos foi publicada: Durante a subida à altitude de 9.700 metros (31.800 pés), a tripulação enviou uma mensagem sobre um incêndio no motor número um. A subida foi interrompida a 8.700 metros (28.500 pés). O avião, três minutos antes da queda, fez uma curva de 270 graus e começou a descer rapidamente a uma alta velocidade vertical de cerca de 70 metros (230 pés) por segundo. 16 minutos após a decolagem, o Tu-154M, em alta velocidade, colidiu com o solo em um campo próximo à vila de Džannatabad, a aproximadamente 120 quilômetros (75 mi; 65 nm) do aeroporto de Khomeini. A aeronave foi destruída com o impacto. No local do desastre, formou-se uma cratera cuja profundidade era de aproximadamente 10 metros (33 pés).
Um relatório final do acidente foi provavelmente divulgado pelas autoridades iranianas em 2011, embora não tenha recebido grande atenção até que foi parcialmente traduzido para o inglês em 2019.  O relatório concluiu que o acidente foi causado por falha por fadigado rotor do primeiro estágio do compressor de baixa pressão no motor nº 1, que resultou na desintegração do disco do rotor. Fragmentos do disco do rotor destruíram o motor nº 1, cortaram os sistemas hidráulicos nº 1 e nº 3 e cortaram parcialmente as tubulações de combustível para o motor nº 2. Componentes quentes e fluido hidráulico inflamou o combustível derramado das tubulações de combustível danificadas, e rapidamente causou um grande incêndio na cauda do avião. Este incêndio, por sua vez, destruiu as hastes que acionavam as superfícies de controle traseiro (elevadores e leme), fazendo com que os pilotos perdessem o controle da aeronave. 

Antes do acidente, o fabricante da aeronave, Tupolev , divulgou um boletim de serviço exigindo testes mais rigorosos dos componentes do compressor de baixa pressão. No entanto, isso só foi fornecido em russo para os operadores russos. Seis dias após a queda do EP-CPG, a Tupolev lançou boletins de serviço equivalentes para todas as operadoras.